# Léon Alphonse-Rivière
Léon Alphonse-Rivière est un homme politique français né le 31 juillet 1855 à Villiers-sur-Loir (Loir-et-Cher) et décédé le 8 septembre 1920 dans le 4e arrondissement de Paris.

## Biographie
Propriétaire terrien et commissionnaire en vins, il est conseiller d'arrondissement, puis conseiller général. Il est député de Loir-et-Cher de 1910 à 1914, inscrit au groupe Républicain-socialiste.